# Droga wojewódzka nr 947
Droga wojewódzka nr 947 (DW947) – droga wojewódzka o długości 20,2 km prowadząca z Kamesznicy do granicy państwa ze Słowacją. Droga otrzymała status drogi wojewódzkiej 1 stycznia 2006.

## Miejscowości leżące przy trasie DW947
- Kamesznica
- Milówka
- Rajcza
- Ujsoły

Numer drogi uchylony.